# Kaede
Kaede (楓, Kaede, in limba romana Artar)  este un personaj ficțional din seria anime și manga InuYasha, creată deRumiko Takahashi și este unul din protagoniștii seriilor InuYasha.